# Prima Divisione 2021-2022 (Emirati Arabi Uniti)
La Prima Divisione degli Emirati Arabi Uniti 2021-2022 è stata la 45ª edizione della seconda competizione nazionale per club degli Emirati Arabi Uniti. Il numero delle squadre partecipanti aumenta da 11 a 15 con l'inclusione delle squadre promosse dalla nuova Seconda Divisione.

## Cambiamenti Squadre
Retrocesse dalla UAE Pro League
- Fujairah
- Hatta Club

Promosse dalla Seconda Divisione
- Abtal Al Khaleej
- Dubai City

Nuove Squadre
- Al-Ramms
- Al Jazira Al Hamra

Promosse in UAE Pro League
- Al-Uruba
- Emirates

## Squadre Partecipanti
| Club               | Città               | Stadio                         | Capacità |
| ------------------ | ------------------- | ------------------------------ | -------- |
| Abtal Al Khaleej   | Dubai               | Abtal Al Khaleej Stadium       | 800      |
| Al Arabi           | Umm al Quwain       | Umm al Quwain Stadium          | 3,000    |
| Al-Bataeh          | Al Bataeh           | Al Bataeh Stadium              | 2,000    |
| Al Hamriyah        | Al Hamriyah         | Al Hamriya Sports Club Stadium | 5,000    |
| Al Jazira Al Hamra | Al Jazirah Al Hamra | Al Hamra Stadium               | 2,000    |
| Al-Ramms           | Ar-Rams             | Al Rams Stadium                | 4,000    |
| Al-Taawon          | Al Jeer             | Taawon Stadium                 | 200      |
| Dibba Al-Fujairah  | Dibba Al-Fujairah   | Dibba Fujairah Stadium         | 100      |
| Dibba Al Hisn      | Dibba Al-Hisn       | Dibba Al Hisn Stadium          | 700      |
| Dubai City         | Al Barsha           | Kings School Al Barsha         | 500      |
| Hatta Club         | Hatta               | Hamdan Bin Rashid Stadium      | 5,000    |
| Al-Dhaid           | Dhaid               | Al-Dhaid Stadium               | 500      |
| Fujairah           | Fujairah            | Fujairah Club Stadium          | 10,645   |
| Masafi Club        | Masafi              | Masafi Stadium                 | 2,000    |
| Masfut             | Masfout             | Masfout Club Stadium           | 3,000    |

## Giocatori Stranieri
Le squadre possono registrare tutti i giocatori stranieri che vogliono, ma possono scendere in campo solo due stranieri per partita
- I nomi in grassetto indicano giocatori registrati durante la sessione di mercato di metà stagione.
- I nomi in corsivo indicano giocatori fuori squadra o che hanno lasciato il club durante la stagione, ma che hanno collezionato almeno una presenza con il club.

| Club               | Giocatore 1     | Giocatore 2     | Ex Giocatori  |
| ------------------ | --------------- | --------------- | ------------- |
| Abtal Al Khaleej   | Damilare Adigun | Lassana Camara  |               |
| Al Arabi           | Alex            | Paulinho        |               |
| Al-Bataeh          | Rodrigo Souza   | Thiago Augusto  | Thauan        |
| Al-Dhaid           | Adenilson       |                 | Sílvio Júnior |
| Al Hamriyah        | Gilmar          | Vinícius Lopes  |               |
| Al Jazira Al Hamra | Hugo Alexsander | Kouakou Kouadio |               |
| Al-Ramms           | Saullo          | Valdo Babacal   | Geovane       |
| Al-Taawon          | Gil Paraíba     | Denny Antwi     |               |
| Dibba Al-Fujairah  | Diogo Acosta    | Chiquinho       |               |
| Dibba Al Hisn      | Dedê Costa      | Marcos Moraes   |               |
| Dubai City         | Jamal Bartley   | Nenai Banda     |               |
| Fujairah           | Issah Yakubu    | Mustafa Mahmoud |               |
| Hatta Club         | Régis           | Tony            | Hyuri         |
| Masafi Club        | Sílvio Júnior   | Brahima Diakite | Fidélis       |
| Masfut             | Jacó            | Juan Batista    | Bruno Dybal   |

## Classifica
aggiornata al 19 aprile 2022
|  | Pos. | Squadra            | Pt | G  | V  | N | P  | GF | GS | DR  |
|  | ---- | ------------------ | -- | -- | -- | - | -- | -- | -- | --- |
|  | 1.   | Dibba Al-Fujairah  | 75 | 28 | 24 | 3 | 1  | 73 | 15 | +58 |
|  | 2.   | Al-Bataeh          | 67 | 28 | 21 | 4 | 3  | 58 | 21 | +37 |
|  | 3.   | Dibba Al Hisn      | 63 | 28 | 19 | 6 | 3  | 56 | 26 | +30 |
|  | 4.   | Al Arabi           | 63 | 28 | 20 | 3 | 5  | 48 | 24 | +24 |
|  | 5.   | Al Hamriyah        | 52 | 28 | 15 | 7 | 6  | 56 | 34 | +22 |
|  | 6.   | Hatta Club         | 47 | 28 | 14 | 5 | 9  | 44 | 38 | +6  |
|  | 7.   | Fujairah           | 43 | 28 | 12 | 7 | 9  | 38 | 32 | +6  |
|  | 8.   | Masfut             | 30 | 28 | 10 | 5 | 13 | 34 | 38 | -4  |
|  | 9.   | Al Jazira Al Hamra | 30 | 28 | 8  | 6 | 14 | 41 | 57 | -16 |
|  | 10.  | Masafi Club        | 27 | 28 | 8  | 3 | 17 | 30 | 42 | -12 |
|  | 11.  | Abtal Al Khaleej   | 24 | 28 | 6  | 6 | 16 | 39 | 64 | -25 |
|  | 12.  | Al-Ramms           | 20 | 28 | 6  | 2 | 20 | 29 | 65 | -36 |
|  | 13.  | Al-Taawon          | 19 | 28 | 5  | 4 | 19 | 32 | 52 | -18 |
|  | 14.  | Al-Dhaid           | 19 | 28 | 5  | 4 | 9  | 28 | 52 | -24 |
|  | 15.  | Dubai City         | 12 | 28 | 3  | 3 | 22 | 26 | 72 | -46 |

Legenda:

      Promosse alla UAE ADNOC Pro League 2022-2023
Note:
Tre punti a vittoria, uno a pareggio, zero a sconfitta.
Fonte: Soccerway

## classifica marcatori
aggiornato al 19 aprile 2022
| Gol |  |  | Giocatore                | Squadra           |
| --- |  |  | ------------------------ | ----------------- |
| 16  |  |  | Diogo Acosta             | Dibba Al-Fujairah |
| 14  |  |  | Vinícius Lopes           | Al Hamriyah       |
| 12  |  |  | Valdo Babacal            | Al Ramms          |
| 11  |  |  | Dedê Costa               | Dibba Al Hisn     |
| 10  |  |  | Mohammed Al Marbui       | Dibba Al Hisn     |
| 10  |  |  | Alex                     | Al-Arabi          |
| 9   |  |  | Chiquinho                | Dibba Al-Fujairah |
| 8   |  |  | Jacó                     | Mastuf            |
| 8   |  |  | Sayed Mohamed Abdulrazaq | Abtal Al Khaleej  |
| 7   |  |  | Paulinho                 | Al-Arabi          |